# Class Actress
Elizabeth Vanessa Harper (nascida em 1982 ou 1983), mais conhecida pelo seu nome artístico de Class Actress, é uma cantora, compositora e produtora musical. Class Actress foi originalmente concebida como um trio, composto de Harper, Mark Richardson, e Scott Rosenthal.

## História

### Formação e primeiros anos
Harper se formou em teatro na faculdade e mudou-se para Los Angeles para prosseguir uma carreira como atriz, mas ela não foi bem-sucedida e logo se desiludiu da profissão. Depois de se mudar para o Brooklyn, ela decidiu seguir a carreira na música. Ela formou o Elizabeth Harper & the Matinee, e em 2004, o auto-intitulado álbum de estreia foi lançado pela gravadora britânica Angular de Gravação Corporation.
Harper mais tarde entrou em contato com o produtor Mark Richardson, da Filadélfia, que tinha remixado uma música de seu álbum de estréia. Ela acabou gostando mais da versão de Richardson ao invés da original, e os dois começaram a gravar músicas em sua casa, trocando o som de Harper, antes focado em guitarra, para um som eletrônico, que ela há muito tempo estava interessada em explorar. , Juntamente com o multi-instrumentista e engenheiro Scott Rosenthal, Harper e Richardson formaram Class Actress—o nome sendo uma piada sobre a escolha de carreira anterior de Harper.

### 2009-12:Journal of ArdencyeRapprocher
Class Actress fez sua estréia com o EP, Journal of Ardency, no dia 9 de fevereiro de 2010 pela Terrible Records, que é comandada por Chris Taylor. da banda de indie-rock Grizzly Bear. O New York Times descreveu-o como "uma encantadoramente precisa retomada da frieza vencedora do electro-pop do início dos anos 80". O EP também atraiu comparações com New Order, Human League, e Depeche Mode, enquanto os vocais de Harper foram comparados aos de Debbie Harry (Blondie) e Sarah Cracknell (Saint-Étienne).
O primeiro álbum de estúdio do trio, Rapprocher, foi lançado em 18 de outubro de 2011 pela Carpark Records. Harper afirmou que o título—que significa "chegar mais perto", em francês, foi inspirada por "um amante francês que quebrou [seu] coração". O álbum recebeu diversas resenhas positivas dos críticos de música, obtendo uma classificação de 69 em cada 100 com base em 16 de críticos com base no site Metacritic. o AllMusic , considerou um dos melhores álbuns indie pop e rock de 2011. Rapprocher alcançou a posição de número 21 na parada da Billboard de álbuns de dance/eletrônica e o número 27 na Heatseekers Álbuns. A canção "Keep you" foi usada em um episódio da quinta temporada do drama teen da série de televisão Gossip Girl.

### 2013–presente:Filmes
Como uma artista solo sob a alcunha de Class Actress, a cantora assinou com a Casablanca Records em 2013. Nesse mesmo ano, ela mudou-se para um bangalô no Beverly Hills Hotel , para escrever e gravar músicas. Class a Actress estreou a faixa "More Than You" em 20 de Maio de 2015, e no dia 2 de junho, foi anunciado que o seu EP Movies seria lançado no dia 23 de junho via Casablanca e Republic Records. , Pegando inspiração nos excessos, glamour e auto-descoberta dos filmes dos anos 80, Harper queria  contar com Movies "uma história sombria de uma mulher que explora a fantasia glamorosa da vida de uma garota baladeira de Hollywood." A produção executiva do EP foi de Giorgio Moroder e Evan Bogart, e a produção de Harper, Moroder, Neon Indian, e Mess Kid.

## Discografia

### Álbuns de estúdio
| Título     | Detalhes do álbum                                                                        | Notas                             |  |
| ---------- | ---------------------------------------------------------------------------------------- | --------------------------------- |  |
| Rapprocher | - Lançado Em: 18 de Outubro de 2011 - Selo: Carpark - Formatos: CD, LP, download digital | \| N.º \| Título \| Duração \| \| |  |
| N.º        | Título                                                                                   | Duração                           |  |

### Extended plays
| N.º | Título | Duração |  |

| N.º | Título | Duração |  |

### Vídeoclipes
| Título                | Ano  | Diretor(s)                     |
| --------------------- | ---- | ------------------------------ |
| "Journal of Ardency"  | 2010 | Patrick Cleandenim             |
| "Adolescent Heart"    | 2010 | Jessica Lauretti               |
| "Let Me Take You Out" | 2011 | Brett Haley                    |
| "Weekend"             | 2011 | Bek Andersen                   |
| "Bienvenue"           | 2012 | Clemente Gino e Gregory Faure  |
| "Need to Know"        | 2012 | Jessica Lauretti               |
| "More Than You"       | 2015 | João Merizalde                 |
| "GFE"                 | 2015 | Rachel Maude e Gabriel Reilich |